# Chironius multiventris
Chironius multiventris – gatunek węża z rodziny połozowatych (Colubridae). Występuje w północnej części Ameryki Południowej, prowadzi dzienny, częściowo nadrzewny tryb życia.

## Systematyka
Takson ten po raz pierwszy zgodnie z zasadami nazewnictwa binominalnego opisali amerykańscy przyrodnicy Karl Patterson Schmidt i Warren Franklin Walker w 1943 roku na łamach „Zoological Series of Field Museum of Zoology”, nadając mu nazwę Chironius multiventris. Holotyp (samica, FMNH 38250) został odłowiony w regionie Madre de Dios w Peru przez pana Valdivię.

### Etymologia
- Chironius: w mitologii greckiej Chiron (gr. Χείρων Cheírōn, łac. Chiron), był najmądrzejszym i najbardziej cywilizowanym z centaurów[6].
- multiventris: łac. multus – „wiele, dużo”, łac. ventris – „brzuch”[3].

## Morfologia
Jest to średniej wielkości wąż o małej głowie, której szerokość jest podobna do szerokości szyi, dużych oczach o brązowych tęczówkach i dość jednolitym ubarwieniu. Dorosłe osobniki mają barwę od oliwkowej do oliwkowobrązowej. Dolna część głowy jasnobrązowa, brzuch bladożółty. Język różowy z szarą końcówką. Młode osobniki mają ciemnobrązowy, oliwkowobrązowy lub niebieskawobrązowy grzbiet, część z nich ma od 23 do 25 wąskich ciemnych skrzyżowanych pasków w przedniej części ciała i od 14 do 25 słabo widocznych pasków na ogonie. Węże tego gatunku są podobne do Chironius fuscus, Chironius leucometapus i Chironius exoletus.
Wymiary:
|                          | Samiec  | Samica  |
| Długość całkowita (mm)   | 2611    | 2097    |
| Długość SVL (mm)         | 1681    | 1329    |
| Łuski grzbietowe (rzędy) | 12      | 12      |
| Tarczki brzuszne         | 161–196 | 161–196 |

## Występowanie
Występuje w amazońskiej części Brazylii, wschodnim Peru i Ekwadorze, południowo-wschodniej Kolumbii, południowej Wenezueli, Boliwii i Gujanie Francuskiej. W Ekwadorze stwierdzono jego występowanie w prowincjach Pastaza, Orellana, Sucumbíos, Morona Santiago, Zamora Chinchipe i Napo. Jest spotykany w przedziale wysokości 0–1070 m n.p.m.

## Ekologia i zachowanie
Gatunek ten zamieszkuje tropikalne wilgotne lasy nizinne w strefie międzyzwrotnikowej. Prowadzą dzienny, mieszany tryb życia naziemny i nadrzewny. W nocy śpią zwinięte na roślinności podszytu. Jego dieta składa się głównie z dorosłych bezogonowych i kijanek (m.in. z rodziny Hylidae, z rodzajów Leptodactylus, Trachycephalus i Eleutherodactylus), obejmuje także jaszczurki (m.in. Anolis, Polychrus, Tropidurus).

## Status
W Czerwonej księdze gatunków zagrożonych IUCN Chironius multiventris jest uznawany za gatunek najmniejszej troski (LC, ang. Least Concern). Wielkość populacji nie jest oszacowana, a gatunek jest stosunkowo pospolity. Trend liczebności populacji jako prawdopodobnie stabilny.